# Giovanni Francesco Leone
Giovanni Francesco Leone (1543 – Cerreto Sannita, 14 aprile 1613) è stato un vescovo cattolico italiano.

## Biografia
Nacque nel 1543 da una nobile famiglia torinese che si stabilì a Milano.
Nel 1604 diede alle stampe un libro dal titolo Tesoro Ecclesiastico. Il Leone dedica la seconda ristampa di quest'opera al giovanissimo cardinale Maurizio di Savoia asserendo che la famiglia Leone era stata da lungo tempo al servizio del Serenissimorum Sabaudiae Principum.
Fu protonotario apostolico a Vercelli, professore di diritto canonico e segretario di Giovanni Stefano Ferrero, ordinario diocesano di Vercelli.
Da Vercelli fu chiamato a Bologna dove divenne vicario del cardinale Alfonso Paleotti.
Con bolla del 15 dicembre 1608 fu innalzato da papa Paolo V alla guida della diocesi di Telese o Cerreto. Venne consacrato a tale ufficio nella chiesa di Santo Spirito in Sassia dal cardinale Fabio Biondi, patriarca di Gerusalemme.
Dopo pochi mesi tenne il suo primo sinodo diocesano nella cattedrale della Santa Croce di Telese, semicadente. In questo sinodo furono eletti i deputati del Seminario Diocesano di Cerreto Sannita e fu deciso di acquistare una casa vicino al palazzo episcopale, nella località "porta de suso" di Cerreto antica, al fine di trasferirvi i seminaristi. Fu anche stabilito di aumentare notevolmente le rendite del Seminario in modo da provvedere ad una migliore formazione dei chierici.
Nel 1609 mons. Leone si rivolse alla Congregazione per i Vescovi chiedendo il definitivo trasferimento delle funzioni episcopali e canonicali da Telese a Cerreto Sannita «in considerazione che sia i canonici che lo stesso Duca sono d'accordo che ogni ulteriore permanenza stabile a Telese è impossibile per lo stato deplorevole della Cattedrale, la malignità dell'aere, la desolazione della città, rimasta senza popolo, l'esistenza perniciosa delle mofete e delle acque stagnanti e paludose e anche perché i canonici, per recarsi a Telese dai vicini paesi, pativan disastri ed erano assaltati per la strada dai ladri i quali si nascondevano nel vicino bosco di monte Pugliano».
Il Leone motivava la scelta di Cerreto Sannita come nuova sede episcopale perché «[...] essendo ormai Telese abbandonata e priva di abitatori, sede di residenza dei Vescovi è Cerreto, eletta città, luogo più culto e popolato della Diocesi, di aere perfetto e sano; abitata da gente Civile e Mercadanti, che ha molti titolati e possessori di Feudi Nobili con vassallaggio, non pochi patronali di massarie armentizie e locati della reggia Dogana di Foggia, e in cui sono cittadini che esercitano in Napoli l'officio di Avvocato in quei Tribunali ed alcuni sono giunti ad occupare i gradi più supremi; che anzi essa città aveva avuto il Vescovo di Telese paesano, che fu Biagio Caropipe che morì nell'anno 1524».
La Congregazione con rescritto del 22 maggio 1612 concesse il definito trasferimento della sede vescovile a Cerreto Sannita.
Nel sinodo diocesano del 1610 il Leone propose di ristrutturare e ampliare la chiesa di San Leonardo di Cerreto al fine di adibirla a Cattedrale. Il sinodo venne però disturbato dagli eletti dell'Universitas e da alcuni cerretesi i quali asserivano che la chiesa era di patronato della civica amministrazione e che quindi non poteva essere adibita a Cattedrale. Per questo motivo il vescovo diffidò chiunque avesse impedito o molestato fabbri, operai e altre persone che lavoreranno o fabbricheranno o daranno aggiusti a detta pia opera.
Morì nel 1613 e fu sepolto nella Cattedrale di Cerreto Sannita.

## Genealogia episcopale
La genealogia episcopale è:
- Cardinale Guillaume d'Estouteville, O.S.B.Clun.
- Papa Sisto IV
- Papa Giulio II
- Cardinale Raffaele Sansone Riario
- Papa Leone X
- Papa Clemente VII
- Cardinale Antonio Sanseverino, O.S.Io.Hieros.
- Cardinale Giovanni Michele Saraceni
- Papa Pio V
- Cardinale Innico d'Avalos d'Aragona, O.S.Iacobi
- Cardinale Scipione Gonzaga
- Patriarca Fabio Biondi
- Vescovo Giovanni Francesco Leone